# 錠子油
錠子油，俗稱「車心油」，是一種低型粘度礦物油，適用於高速紡織機、高速主軸之潤滑，顏色呈極淺的黃色。
錠子油是一種低的粘度 的礦物油銷售用於在使用中的潤滑高速機的主軸。由於粘度如此之低，油在關閉期間從主軸表面流出，所以主軸油可以摻雜防止生鏽的添加劑。由於主軸油通常用於紡織工廠，所以重要的是不會弄髒紡織品。

### 引用
1. ↑  Emmanuel F. Niño, Industrial lubrication, ISBN 978-971-23-2178-8, p. 52
2. ↑  V. Stepina, Lubricants and special fuels, Elesevier Scientific Publishing, ISBN 0-444-98674-X, p. 527